# Рікардо Угальде
Рікардо Угальде (ісп. Ricardo Ugalde), — баскський футболіст, зачинатель клубу «Атлетик» з Більбао. Грав в захисній ланці команди, володар так званого Кубка Коронації, попередника Кубка дель Рей.
Один з перших футболістів новоствореної баскської команди в 1901 році. Родом із передмістя Більбао, проживав поруч їхнього тренувального стадіону.
Спершу Рікардо Угальде ще взяв участь у товариській грі супроти французького клубу «Бурдігала» (Burdigala), в якому він відзначився голом.
Відтак, обраний до складу збірної команди басків «Біская» (Bizcaya), 13 травня 1902 року на «Естадіо де Гіподром» (Estadio de Hipódromo) провів свою першу гру в офіційному турнірі, супроти барселонського «Клубу Еспаньйол». Перемога з рахунком 5 : 0, дозволила команді і йому продовжувати участь в турнірі.
В другій грі було переможено мадридську дружину: «Нью Фут-Бол Клуб» (New Foot-Ball Club). Перемога з рахунком 8 : 1, кваліфікувала басків (і Угальде, в тому числі) до фіналу Кубка Коронації. На жаль, в фінальній грі Угальде не довелося грати.
Подальша футбольна доля Рікардо Угальде мало висвітлена, хіба що відомо, що він стояв в зародку рідного клубу, в передмісті Більбао — Абра.

## Футбольна кар'єра
- 1901—1902  —«Атлетік» — 1(0)
- 1901—1902  —«Біская» — 2(0)

## Трофеї
- 1902 — Кубок Коронації